# إراقة الشراب

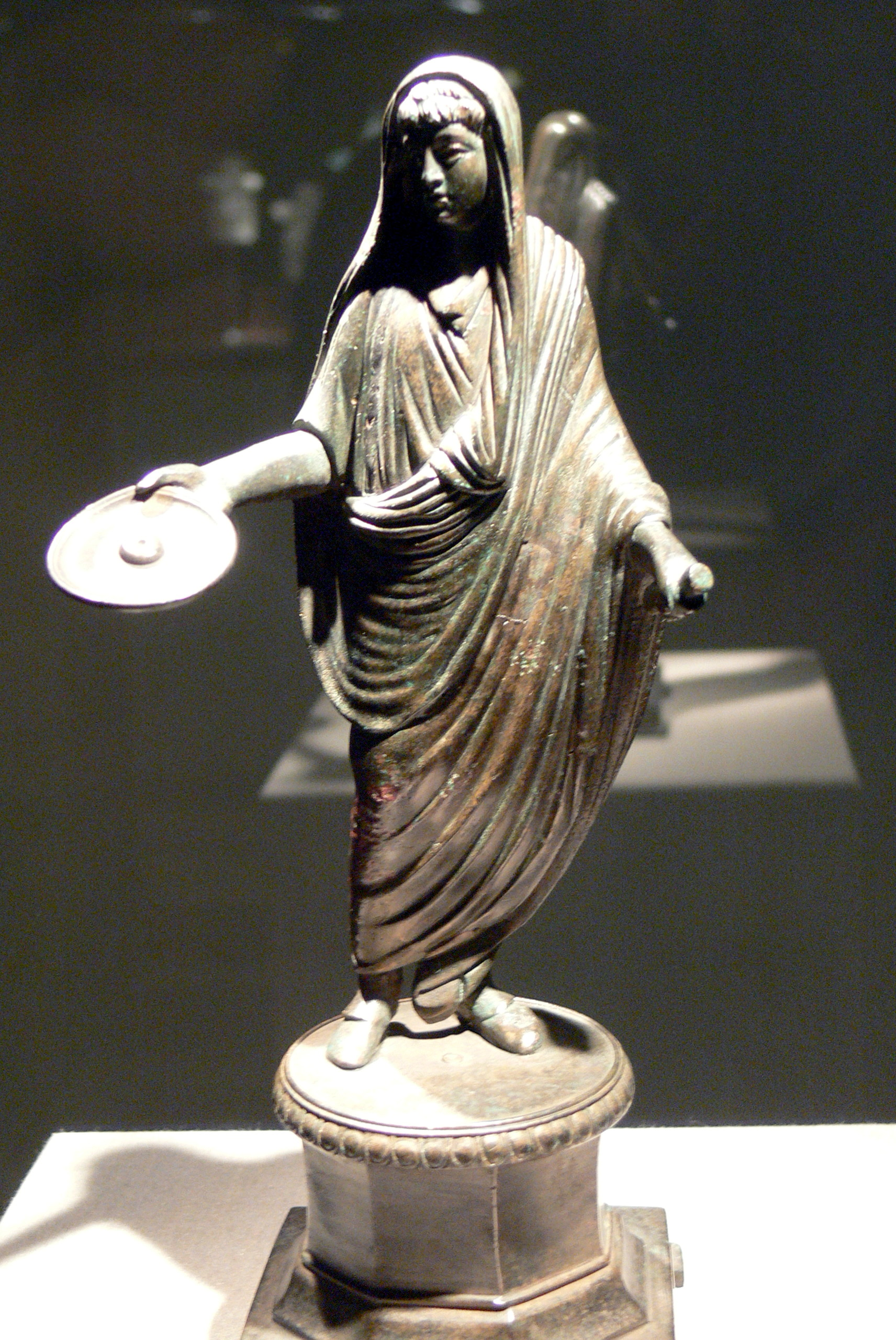
تمثال روماني برونزي يمثل إيماءة توحي بإراقة الشراب.

إراقة الشراب هي صب شعائري للشراب أو الحبوب (كالرز مثلًا) قربانًا لإله أو لروح، أو لذكرى وفاة أحد الموتى. كانت إراقة الراب شائعة في أديان كثيرة في العصور القديمة ولم تزل مستمرة في بعض الحضارات اليوم.
استعملت مواد كثيرة في إراقة الشراب، أشيَعُها المشروبات الكحولية وزيت الزيتون والعسل والسمن في الهند. تختلف الأواني المستعملة في هذه الشعيرة عن الأواني العادية من جهة أن لها شكلًا خاصًا، ومن هذه الأواني: الباتيرا. يمكن صب الشراب على شيء له دلالة دينية، كالمذبح، أو على الأرض.
في شرق آسيا، يستعمل صب الرز في مجرًى مستمر للدلالة على الخلاص من الكارما والطاقة السيئة.

## الشعيرة الدينية

### في التاريخ

#### الحضارة السومرية القديمة
الحياة الآخرة عند السومريين مغارة عميقة تحت الأرض تسمى كور، وكان يعتقد السومريون أن الأرواح هناك لا تأكل شيئًا إلا الغبار الجاف وكان أهل الميت يريقون الشراب على قبر الميت بطريقة شعائرية من خلال أنبوب طيني، من أجل أن يشرب. كذلك تدخل الإراقة في شعيرة تكلتو التي كانت حاضرة في بلاد الرافدين القديمة.

#### الحضارة المصرية القديمة
كانت إراقة الشراب جزءًا من حضارة المجتمع المصري القديم إذ كانوا يريقون شرابًا لتكريم آلهة مختلفة وأسلاف مقدسين وبشر حاضرين وغائبين وإرضائهم، وكانوا يريقون الشراب أيضًا لإرضاء البيئة. ويُقال إن إراقة الشراب نشأت في منطقة في وادي النيل الأعلى ثم انتشرت إلى مناطق أخرى في أفريقيا والعالم كله. يقول أيي كوي أرماه «إن هذه الأسطورة تفسر ظهور شعيرة استرضائية توجد في كل مكان في القارة الإفريقية، هي شعيرة إراقة الشراب، أي صب الكحول أو أشربة أخرى كقرابين للأسلاف والآلهة».

#### إسرائيل القديمة
كانت إراقة الشراب جزءًا من اليهودية القديمة وقد ورد ذكرها في الكتاب المقدس:
فنصب يعقوب عمودًا في المكان الذي فيه تكلم معه، عمودًا من حجر، وسكب عليه سكيبًا، وصب عليه زيتًا.

— سفر التكوين 35:14
في سفر أشعيا 53:12، يستعمل أشعيا إراقة الشراب رمزًا لانتهاء شخصية العبد المتألم الذي «سكب للموت نفسه».

#### روما القديمة
اشتُقت الكلمة الإنجليزية "libation" التي تعني إراقة الشراب، من الكلمة اللاتينية ليباتيو، أي السكب، وهي من الجذر ليبار، الذي يدل على التذوق والرشف والسكب والإراقة، وهو من الجذر الهندوأوروبي *leib-، الذي يعني السكب وإراقة الشراب. في الدين الروماني القديم، كانت إراقة الشراب شعيرة تعبدية على شكل قربان شرابي، ويكون عادةً خمرةً غير مخلوطة وزيتًا معطرًا. كان الإله الروماني ليبر باتر (الأب ليبر) الذي طوبق بعد ذلك مع الإله الإغريقي ديونيسوس أو باخوس إله الإراقات وإله الليبا، وهي كعكات قربانية مرشوشة بالعسل.
في الفن الروماني، تظهر شعيرة إراقة الشراب على مينسا (أي مائدة قربانية)، أو على قائم ثلاثي الأرجل. كانت إراقة الشراب أبسط أشكال القربان، وقد تقضي حاجة القربان بنفسها. كانت الشعيرة المقدمة للتضحية بالحيوان تشمل إراقة عطور وخمور على مذبح مشتعل. لطالما صُور الآلهة والأباطرة يريقون الشراب، لا سيما على النقود. تدل مشاهد إراقة الشراب عادة على قيمة الواجب الديني أو التقديس.
كانت إراقة الشراب جزءًا من شعائر الجنائز الرومانية، ولعلها كانت القرابين الوحيدة التي تقرَب في الجنائز البسيطة المتواضعة. كانت الأشربة تسكب في الشعائر من أجل العناية بالموتى، وكان في بعض القبور أنابيب يمكن من خلالها إيصال القربان مباشرة إلى الميت تحت الأرض.
قلما استُعمل الحليب في إراقة الشراب في روما، ولكنه كان يقدم إلى آلهة مخصوصة، لا سيما التي لها طبيعة قديمة أو التي كان الحليب مكملًا طبيعيًا لها، مثل رومينا إلهة الولادة والحمل التي تغزر دفق الحليب من الثدي، أو كونينا التي تحمي مهد الطفل. وكانت تقدم كذلك إلى ميركوريوس سوبريوس (عطارد العفيف) الذي كانت عبادته ظاهرة في أفريقيا الرومانية وربما نقلها الأفارقة إلى مدينة روما.